# Brian Pillman
Brian Pillman (22. maj 1962 i Cincinnati, Ohio – 5. oktober 1997 i Bloomington, Minnesota) var en amerikansk fodboldspiller og wrestler, der er bedst kendt for sine optrædener i World Wrestling Federation, Extreme Championship Wrestling og World Championship Wrestling. 
Han var også kendt for at være "The Loose Cannon", en gimmick i wrestling, hvor han var kendt for sin uforudsigelige væremåde. Mange anser ham også for at introducere den højtflyvende form for wrestling kaldet lucha libre til det amerikanske publikum, hvilket gav ham ringnavnet Flyin' Brian i en periode af hans karriere. I World Championship Wrestling var han også i en periode med i den legendariske og prestigefyldte gruppe IV Horsemen sammen med Ric Flair, Arn Anderson og Chris Benoit. 
Om morgenen 5. oktober 1997 før et pay-per-view-show i World Wrestling Federation døde Brian Pillman på et hotelværelse af en uopdaget hjertesygdom. Pillman døde før, at hans kone havde fået fortalt ham, at han skulle være far igen. I 2006 udgav World Wrestling Entertainment dvd'en Brian Pillman: Loose Cannon. 